# Ныо (станция)
Ны́о (эст. Nõo raudteejaam) — железнодорожная станция в поселке Ныо в волости Ныо уезда Тартумаа (Эстония), на линии Тарту — Валга. Находится в 15,3 км от Тарту, 73,9 км от Валги и в 205,4 км от Таллина.

## История

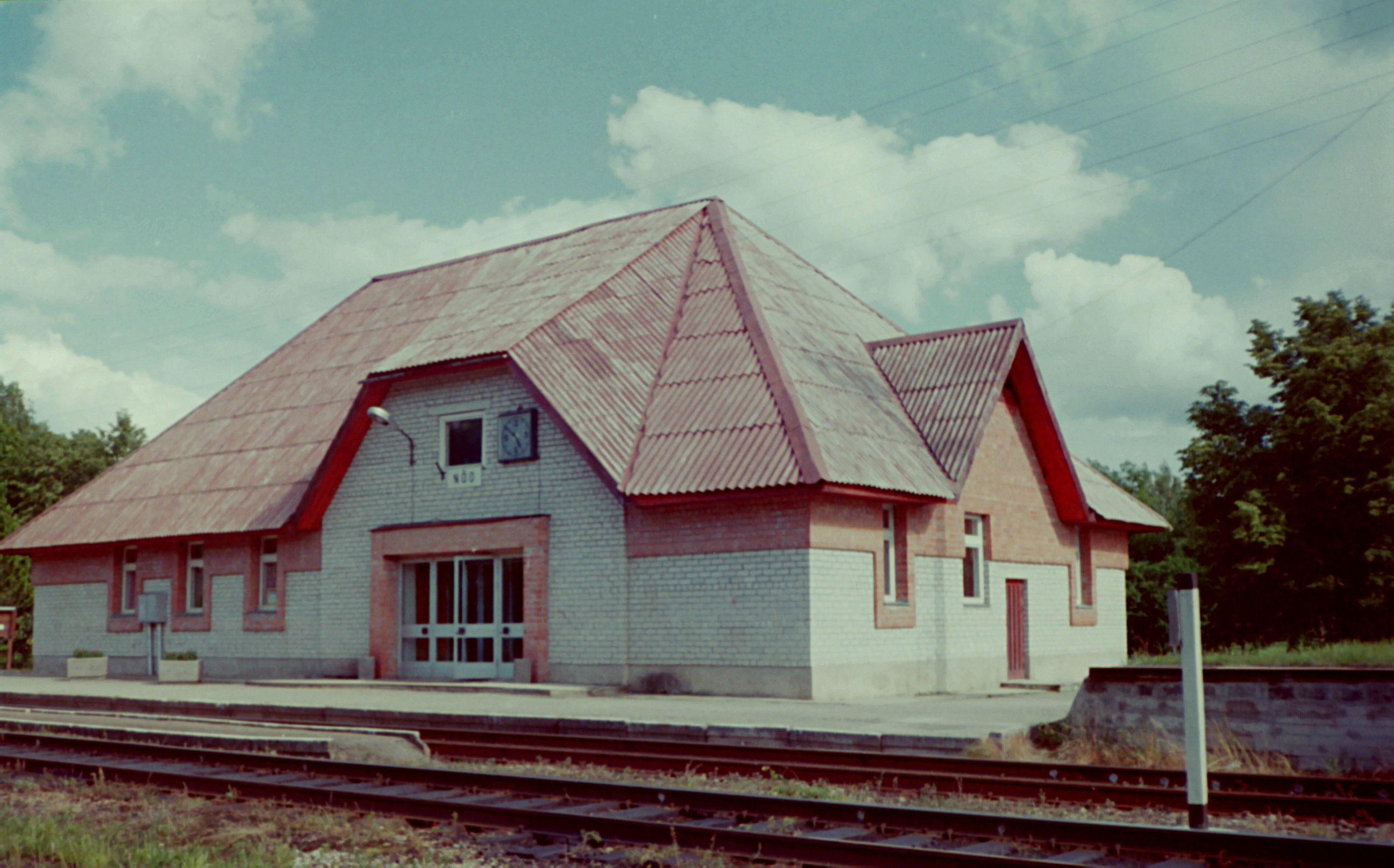
Здание вокзала Ныо со стороны перрона

При строительстве железной дороги Тарту — Валга изначально станций между Тарту и Элвой запланировано не было. Дорога прошла в точности по границе между рыцарской мызы Ной-Нюгген (она же мыза Вастсе-Ныо) и церковной мызой (пасторатом) Нюгген. Когда при открытии дороги в 1887 году жители Ныо обнаружили, что ближайшая станция Элва находится от них в десяти верстах, они обратились в управление дороги с просьбой открыть остановочный пункт в Ныо.
О последовавших за этим событиях рассказывает городская легенда. Якобы руководство дороги согласилось сделать остановку поездов в Ныо, только если за год будет продаваться достаточное количество билетов, пока же для проверки рентабельности в Ныо была построена временная платформа. Тогда уроженцы Ныо, жившие в Тарту, решили в большом количестве съездить в ближайший церковный праздник на кладбище в Ныо помянуть родных, да еще уговорили поехать с ними тартуских друзей и знакомых. Необходимое количество билетов было раскуплено, дорога построила в Ныо в 1889 году вокзал и разъезд, позже ставший полноценной станцией. А у жителей Тарту возникла традиция отмечать церковные праздники на кладбище в Ныо.
Станция получила немецкое название Нюгген (в эстонской речи Нигген) по ближайшим населенным пунктам. В 1920 году, после фактического обретения независимости Эстонской Республикой, станция получила эстонское название Ныо.
Существующее здание вокзала на станции Ныо было построено в 1980-х годах по типовому проекту. Аналогичное здание было построено в то же время на станции Палупера. Здание вокзала представляет собой одноэтажное кирпичное здание с высокой массивной четырехскатной крышей, построено из белого силикатного кирпича, элементы здания подчеркнуты красным керамическим кирпичом. Архитектура здания строга, формы лаконичны. Характерной особенностью здания вокзала является четырехстворчатая стеклянная дверь, выходящая на перрон. В здании вокзала также находится пост электроцентрализации стрелок и сигналов станции.

## Настоящее время
Станция является пассажирской, осуществляет посадку и высадку пассажиров на (из) поездов регионального сообщения, грузовые операции не производятся.
В рамках программы «Подъем пассажирских платформ до высоты, принятой в Европе» (эст. Reisiplatvormide viimine eurokõrgusele) на станции Ныо была построена островная платформа высотой 55 см, подходящая для используемых в региональных пассажирских перевозках поездов Stadler FLIRT.

## Пассажирское сообщение по станции

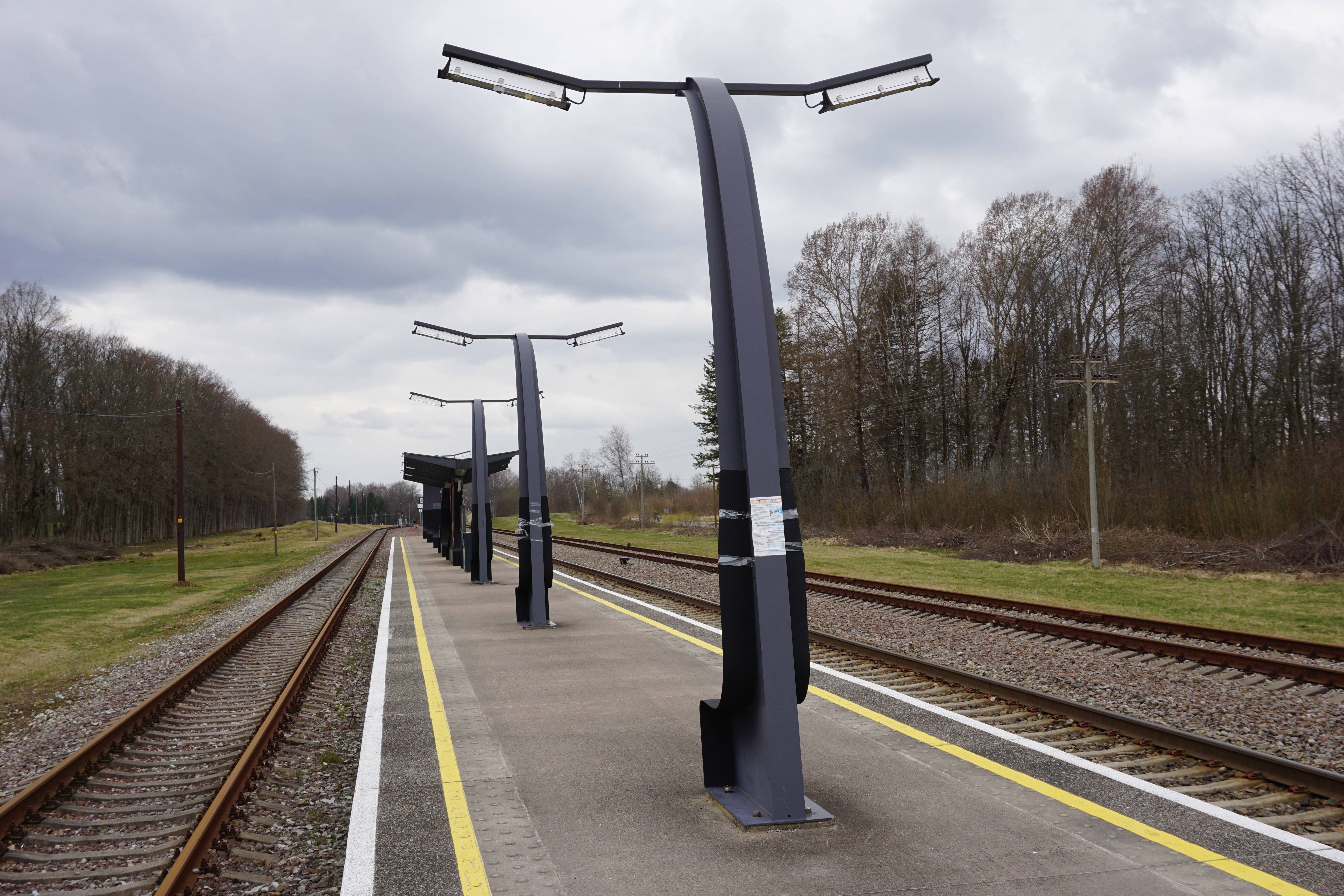
Платформа станции Ныо

До распада СССР на станции Ныо останавливались пассажирский поезд дальнего следования  №651/652 Таллин - Рига (через Тарту - Валгу) . Поезд прекратил движение в 2001 году — на тот момент, главным образом, из-за наличия государственной границы у ставших независимыми обеих прибалтийских стран, что вызвало увеличение времени стоянки на приграничных станциях для осуществления паспортного и таможенного контроля и снижение пассажиропотока. Несмотря на ликвидацию пограничных барьеров вследствие вхождения Эстонии и Литвы в Шенгенскую зону в мае 2004 года, последующие попытки возобновления движения поездов дальнего следования по этому направлению успеха не имели.
В настоящее время станция Ныо постоянно обслуживается только региональными поездами юго-восточного направления компании Elron, являющейся оператором движения пригородных и региональных поездов по железнодорожным линиям Эстонии.
На станции останавливаются региональные поезда, следующие от станции Таллин (Балтийский вокзал) через станцию Тарту до станции Валга (на участке Таллин — Тарту как экспресс), а также следующие в обратном направлении по этой же схеме.
| Предыдущая остановка | Остановка пассажирских поездов на юго-восточных линиях Elron | Следующая остановка |
| Ропка                | Ныо                                                          | Тыравере            |